# Karl Buschmann (Richter)
Karl Buschmann (* 2. November 1874 in Dargun, Großherzogtum Mecklenburg-Schwerin) war Landgerichtsdirektor, ab Juli 1934 Präsident des Landgerichts Schwerin und NS-Sonderrichter.

## Leben

### Aktivitäten in der NS-Zeit
Karl Buschmann studierte Rechtswissenschaft an der Landesuniversität seiner mecklenburgischen Heimat, der Universität Rostock, und gehörte seit 1894 dem Akademischen Gesangverein Redaria (seit 1920 Rostocker Burschenschaft Redaria) an. Er war ab 1916 Landgerichtsrat am Landgericht Schwerin. In der Weimarer Republik war er vorübergehend Mitglied der linksliberalen Deutschen Demokratischen Partei. Später sympathisierte er mit der extremen Rechten und wurde Mitglied des Opferrings der NSDAP. Buschmann war 1933 bis 1945 Vorsitzender des Sondergerichts in Schwerin im Justizgebäude am Schweriner Demmlerplatz (in der NS-Zeit in Adolf-Hitler-Platz und später in Blücherplatz umbenannt). Ab Juli 1934 war er Präsident des Landgerichts Schwerin. In der Zeit des Nationalsozialismus hatte Buschmann in den meisten Schweriner NS-Sondergerichtsverfahren den Vorsitz. Das Sondergericht Schwerin verhängte drakonische und gnadenlose Urteile, unter anderem wegen Tatbeständen wie „Heimtücke“, „Rundfunkverbrechen“ oder „Feindbegünstigung“, darunter auch Todesurteile. Die Sondergerichte waren Teil des nationalsozialistischen Unrechtsstaates und fällten weitgehend politische Urteile. Der Verurteilte hatte gegen ein Urteil keine Rechtsmittelmöglichkeit.
Buschmann erwarb sich bereits 1929 mit einem kontroversen Urteil das Wohlwollen der Nationalsozialisten, indem er einen dringend tatverdächtigen Fememörder, den ehemaligen Reichswehroffizier Richard Eckermann, freisprach. Seine engagierte bejahende Haltung zum Nationalsozialismus wurde 1934 mit der Ernennung zum Landgerichtspräsidenten belohnt. Buschmann beantragte am 26. Juli 1937 die Aufnahme in die NSDAP und wurde rückwirkend zum 1. Mai 1937 aufgenommen (Mitgliedsnummer 4.923.591).
Buschmann war im November 1939 zwar altersbedingt in den Ruhestand versetzt worden, er wurde jedoch einen Monat später als Landgerichtspräsident reaktiviert und wieder als Vorsitzender des mecklenburgischen Sondergerichts eingesetzt. Ab März 1945 war er außerdem stellvertretender Vorsitzender des auf Befehl Hitlers eingerichteten Standgerichts des Reichsverteidigungsbezirkes Mecklenburg in Schwerin.